# Arlington (Kentucky)
Arlington es una ciudad ubicada en el condado de Carlisle en el estado estadounidense de Kentucky. En el año 2010 tenía una población de 324 habitantes y una densidad poblacional de 324 personas por km².

## Geografía
Arlington se encuentra ubicada en las coordenadas 36°47′29″N 89°00′41″O / 36.79139, -89.01139.

## Demografía
Según la Oficina del Censo en 2000 los ingresos medios por hogar en la localidad eran de $217,813 y los ingresos medios por familia eran $28,750. Los hombres tenían unos ingresos medios de $17,396 frente a los $15,833 para las mujeres. La renta per cápita para la localidad era de $13,561. Alrededor del 29.3% de la población estaban por debajo del umbral de pobreza.